# Lago Lájtávrre
El lago Lájtávrre, según la ortografía anterior Laitaure, es un lago de montaña del norte de Suecia que se encuentra al sur del parque nacional de Sarek, en la provincia de Norrbotten, en la provincia histórica de Laponia. El lago se encuentra a 498 m sobre el nivel del mar. 
Es alimentado por el río Rapaätno, que forma un vasto delta al desembocar en él. El lago tiene un área de 9,89 km² y una longitud de aproximadamente  15 km. El lago es un sitio Ramsar desde 1974.
Como parte de la ruta de senderismo del Kungsleden desde Kvikkjokk a Saltoluokta, se debe cruzar este lago (3 km de ancho) en verano para llegar al refugio de Aktse, en el lado norte del lago, desde Pårte. Esto se puede hacer utilizando botes de remos, proporcionados por el STF (Svenska Turistföreningen) (gratuitamente), así como en bote a motor.

## Subcuenca

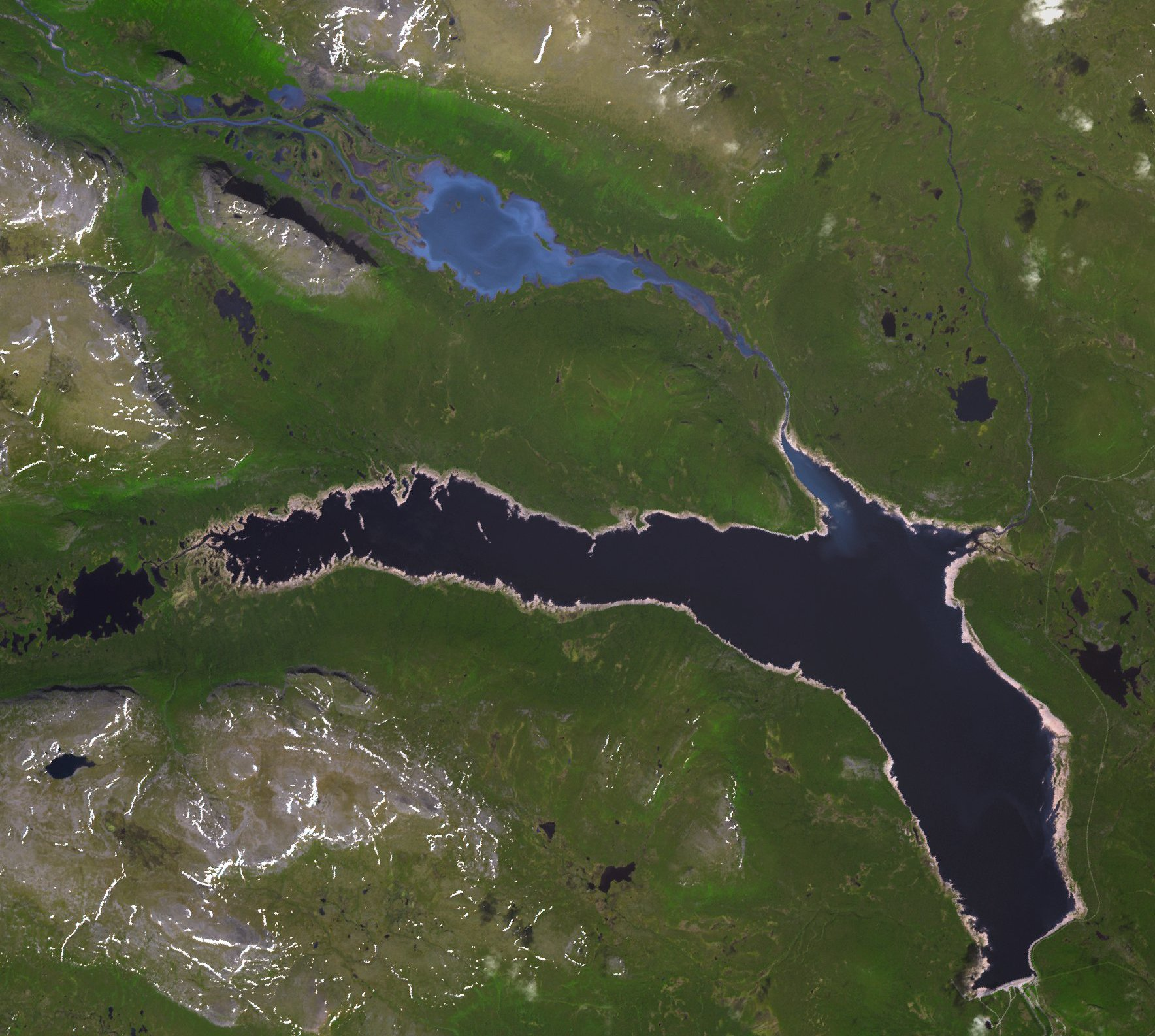
Delta del Rapaätno desaguando en el Laitaure y más tarde en el lago Tjaktjajaure.

Lájtávrre es parte de la subcuenca (744972-161116) que SMHI llama la salida de Laitaure (Utloppet av Laitaure). La altitud promedio es de 645 metros sobre el nivel del mar y el área es de 48,13 km². Si se incluyen las 54 áreas de captación aguas arriba, el área acumulada sería de 762,88 km². Rapaätno, que drena el área de captación, tiene un orden tributario de 4, lo que significa que el agua fluye a través de un total de 4 cursos de agua antes de llegar al mar después de 285 km. La zona de captación está formada principalmente por bosques (48%) y  kalfjäll (29%). El área de captación tiene  9,78 km² de superficie de agua, lo que le da un porcentaje de lago del 20,3%.
El delta está situado entre dos zonas protegidas, el propio parque nacional de Sarek (establecido en 1909) y la reserva natural de Ultevis fjällurskog (establecida en 2000).